# Lipit-Enlil
Lipit-Enlil va ser el vuitè rei de la dinastia d'Isin a Sumer cap a finals del segle segle xix aC.
Va ser fill i successor de Bur-Sin. La Llista de reis sumeris li dona un regnat de 5 anys. El va succeir Erra-imiti de filiació desconeguda.